# 梅北眞衣
梅北 眞衣（うめきた まい、1998年12月2日 - ）は、大阪府守口市出身の、日本の女子柔道選手である。階級は48kg級。身長152cm。血液型はO型。段位は弐段。組み手は右組み。得意技は大外刈。兄は2014年の世界ジュニア55kg級で優勝した梅北亘。

## 経歴
柔道は3歳の時に守口東部少年柔道教室で始めた。夙川学院中学から夙川学院高校へ進むと、1年の時に全日本ジュニアで3位に入った。2年の時には全日本カデで優勝を飾った。同じ階級にはインターハイで2連覇することになる高校の1年先輩の坂上綾がいたことから、インターハイの県予選では52kg級に出場して優勝した。しかし、17歳以下の世界一を決める大会である世界カデと時期が重なったためにインターハイには出場しなかった。世界カデでは初戦でセルビアの選手に寝技で一本勝ちしたにもかかわらず、不可解な反則負けを言い渡されて敗れてしまった。団体戦では決勝のクロアチア戦で一本勝ちするなどチームの優勝に貢献した。全日本ジュニアでは決勝で埼玉栄高校3年の常見海琴に有効で敗れて2位だったが、アジアジュニアでは優勝した。全国高校選手権では優勝を飾った。3年の時にはインターハイの県予選決勝で高校の2年後輩である金知秀に有効で敗れて出場できなかった。全日本ジュニアで3位になると、講道館杯でも準々決勝で帝京大学3年の渡名喜風南に小外刈で敗れるも3位となった。ヨーロッパオープン・ソフィアでは決勝でA-LINEの森崎由理江に技あり2つを取られて敗れた。
2017年4月からは山梨学院大学へ進んだ。1年の時には8月のユニバーシアード2回戦でリオデジャネイロオリンピック銅メダリストであるカザフスタンのオトゴンツェツェグ・ガルバドラフ、準決勝で同じく銀メダリストである韓国の鄭普涇にそれぞれ一本勝ちすると、決勝でもブラジルのガブリエラ・チバナを破って、今大会オール一本勝ちでの優勝を成し遂げた。9月の全日本ジュニアでは決勝で高校の1年先輩である三井住友海上の坂上綾と対戦すると、GSを含めて8分以上の戦いの末に背負投で技ありを取って優勝した。10月の学生体重別では初戦で龍谷大学3年の田中芽生に背負投の技ありで敗れた。続く世界ジュニアでも初戦でカザフスタンのガリヤ・ティンバエワに腕挫十字固で敗れた。初開催となった男女混合による団体戦では、準々決勝のカザフスタン戦でティンバエワに上四方固で雪辱すると、決勝のオランダ戦でも個人戦で優勝したアンバー・ヘルシェスを上四方固で破るなど全試合を寝技で勝利してチームの優勝に貢献した。体重別団体でも優勝した。2018年2月のヨーロッパオープン・オディベーラスでは決勝で大学の5年先輩となる自衛隊体育学校の山崎珠美に反則負けを喫して2位だった

## 戦績
- 2014年 -　全日本ジュニア　3位
- 2015年 -　全日本カデ　優勝
- 2015年 -　ドイツカデ　3位
- 2015年 -　世界カデ　団体戦　優勝
- 2015年 -　全日本ジュニア　2位
- 2015年 -　アジアジュニア　優勝
- 2016年 -　全国高校選手権　優勝
- 2016年 -　ロシアジュニア国際　優勝
- 2016年 -　全日本ジュニア　3位
- 2016年 -　講道館杯　3位
- 2017年 -　ヨーロッパオープン・ソフィア　2位
- 2017年 - ユニバーシアード　優勝
- 2017年　- 全日本ジュニア　優勝
- 2017年 -　世界ジュニア　団体戦　優勝
- 2017年 -　体重別団体　優勝
- 2018年 -　ヨーロッパオープン・オディベーラス 2位

(出典、JudoInside.com)